# Éditions Thierry Magnier
Pour les articles homonymes, voir Magnier et Thierry Magnier.
Les Éditions Thierry Magnier sont une maison d'édition française nées le 24 novembre 1997 et aujourd'hui installées dans le 15e arrondissement de Paris. La société compte sept salariés et a plus de 500 titres à son catalogue, toutes collections confondues. C'est depuis 2005 une filiale d'Actes Sud.

## Naissance et publications
En 1997, Thierry Magnier fonde sa propre maison d'édition et choisit comme logo un petit ange plongé dans un livre. Jusqu'en 2005, il s'appuie sur la structure de Harmonia Mundi pour la diffusion de ses ouvrages[réf. nécessaire]. À la suite de son rachat par Actes Sud, la diffusion passe après janvier 2006 chez Actes Sud[réf. nécessaire].  
À la création de la maison d'édition, la majeure partie des publications était constituée d'albums s'adressant plutôt aux jeunes enfants[réf. nécessaire]. Puis l'offre s'est diversifiée en intégrant d'une part de nouveaux supports – les CD d'œuvres classiques (six titres publiés en 2000), de contes ou d'histoires parlées, et les romans adolescents. 
Avec le lancement de la collection « Petite Poche » en 2002, collection de très court romans pour premiers lecteurs, l'offre de romans a dépassé celle d'albums[réf. nécessaire]. En 2003, une collection de romans adultes voit le jour[réf. nécessaire]. Depuis, d'autres collections ont vu le jour : « Nouvelles », « Photoroman », « Le Feuilleton des Incos », « Grand Roman ».
En 2005, la revue Griffon lui consacre un dossier
En 2007, Mikaël Ollivier, auteur publié sous ces éditions, devient directeur de la collection « Nouvelles », collection de recueils de nouvelles s'adressant à un public adolescent. En 2012, près d'une trentaine d'ouvrages ont été publiés sous cette collection, avec des auteurs comme Jean-Marc Mathis, Jeanne Benameur, Jean-Paul Nozière, Colin Thibert, Régine Detambel ou Gudule.
En octobre 2019, la nouvelle collection « L'Ardeur » est lancée, pour les plus de 15 ans, autour du corps et de la sexualité. « L'Ardeur » a remporté le Trophée de l'édition de la création éditoriale, remis en décembre 2019 par le journal Livres Hebdo.
Le nom actuel de la société est THEM.

## Quelques auteurs et illustrateurs publiés

### Auteurs
- Mikaël Ollivier : il a publié vingt titres, aussi bien dans la collection « Petite Poche » que « Romans ». Il fait également partie des tout premiers auteurs à être publiés dans la  collection de romans adultes lancée par Thierry Magnier en 2003. Il a rejoint la maison en 2000 avec son livre Papa est à la maison et a, par la suite, publié trois nouveaux titres dans la collection « Romans » entre 2001 et 2002 ; il a en même temps participé au projet de collection « Petite Poche » en publiant trois livres dans cette collection en 2002-2003. Son roman Frères de sang est un des titres phares du catalogue.
- Jeanne Benameur a participé à de divers projets : son livre Quitte ta mère est le premier titre de la collection « Aller simple », elle publie ensuite trois ouvrages dans la collection « Romans » entre 1999 et 2002 (Édouard et Julie c'est pour la vie, en collaboration avec Alain Korkos, Si même les arbres meurent, La boutique jaune) et participe activement, dès sa création, à la collection « Petite Poche » (Valentine remède). Elle codirige la collection « Photoroman » avec Francis Jolly, spécialiste de la photographie.
- Christophe Léon : il travaille avec les éditions Thierry Magnier. Ses romans, impliqués dans l'écologie et le développement durable, cherchent à faire réfléchir et réagir les lecteurs. En 2014, son ouvrage Le Goût de la tomate[8], dans la collection « Petite Poche », obtient le prix Bernard Versele 2014

 (Belgique), catégorie 5 chouettes.
- Rachel Hausfater-Douieb.
- Pascale Maret : depuis la parution de Sur l'Orénoque, elle a multiplié les succès au sein du catalogue. Nombre de ses livres font partie de sélection pour des prix de lecteurs.

### Illustrateurs
- Antonin Louchard a joué un rôle essentiel dès le début de la maison avec la création de la collection « Tête de lard » qu'il anime, et par ses collaborations avec Katy Couprie, dans la série des livres Tout un monde, À table !, Au jardin, Tout un Louvre, titres essentiels de la maison.
- Katy Couprie continue sa collaboration avec la maison d'édition. Son Dictionnaire fou du corps est sorti en novembre 2012, et a obtenu la Pépite du livre 2012, catégorie OVNI (Salon du livre et de la presse jeunesse Seine-Saint-Denis)[9], et le prix Bologna Raggazzi (Foire internationale du livre jeunesse de Bologne, Italie) 2013, Catégorie Non Fiction[10].
- Emmanuelle Houdart
- Jean-Marc Mathis a prêté sa plume à des textes de la collection « Petite Poche », et son trait à des albums. Il est l'auteur de la série Boris, destinée aux plus jeunes lecteurs.
- Fanny Michaëlis, auteure et illustratrice de Dans mon ventre (2014) et Une île (2015).
- Michael Cailloux, artiste contemporain et illustrateur des livres Merveilleuse Nature (2017)  présenté dans Le Journal des arts[11], Merveilleuses Couleurs (2018) et Talismans (2019) cosigné par Thierry Magnier[12].